# 조니 제임슨
존 찰스 "조니" 제임슨(영어: John Charles "Johnny" Jameson, 1958년 3월 11일, 벨파스트 ~)은 북아일랜드의 전 국가대표 축구 선수로, 현역 시절 주로 글렌토런에서 활약했다.
현역 시절, 그는 뱅고어, 허더즈필드 타운, 린필드, 그리고 글렌토런에서 활약했다. 그는 1982년 월드컵에 북아일랜드 선수단 일원으로 참가해 2차 조별 리그에 진출했다. 그러나, 그는 성인 국가대표팀 경기에 1경기도 출전하지 못했는데, 이는 일요일에 출전할 수 없는 그의 종교 문제로 국가대표팀 경기 출전에 제약이 있었다.
북아일랜드의 여러 프로 선수들과 마찬가지로, 제임슨은 벨파스트 인근 래스쿨 출신이었다.